# Sianaschale

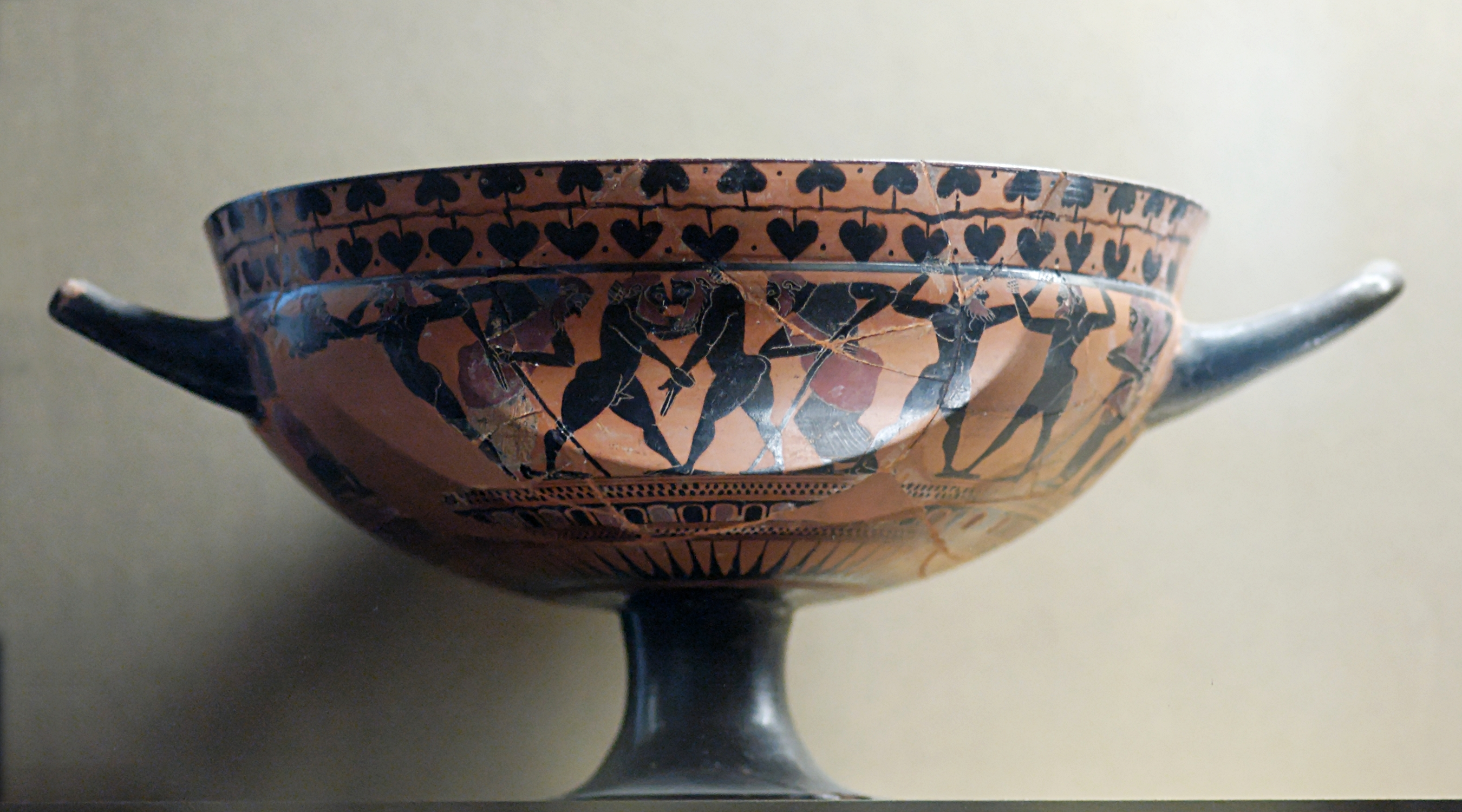
Doppeldecker-Sianaschale Paris, Louvre F 67

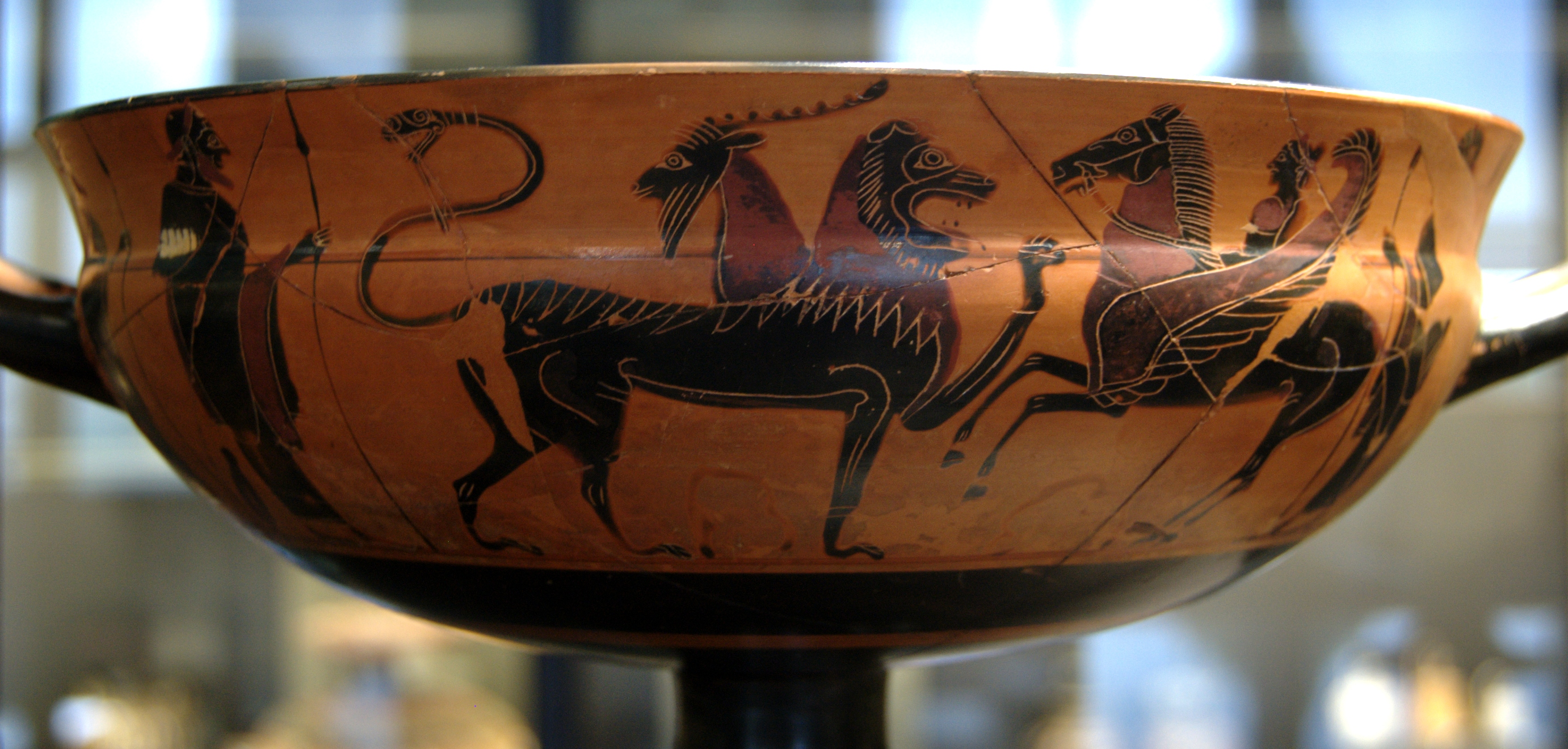
Knickfries-Sianaschale des Heidelberg-Malers, Bellerophon kämpft gegen die Chimära, attisch, um 575/550 v. Chr.

Als Sianaschalen wird eine Gattung von attischen Schalen bezeichnet, die im schwarzfigurigen Stil bemalt wurden. Benannt wurden sie nach einem ihrer Fundorte, der Nekropole der antiken Stadt Siana auf der Insel Rhodos. Im zweiten Viertel des 6. vorchristlichen Jahrhundert waren die Sianaschalen der vorherrschende Schalentyp in Athen. Auch später war diese Schalenform noch lange neben den Kleinmeister-Schalen beliebt und wurde viel produziert.
Sianaschalen folgten auf die Komastenschalen, die von der Komasten-Gruppe gestaltet wurden. Schon die letzten Vertreter der Gruppe begannen damit, Sianaschalen zu fertigen. Typisch für die Schalen waren die abgesetzten Mündungsränder und der konkave Schalenfuß, der höher als bei den Komastenschalen war. Die Henkel weisen leicht nach oben. Eine Neuentwicklung waren die Bildtondi auf dem Schalengrund. Die Tondi wurden häufig von Zungenbändern oder anderen Ornamenten umrahmt und zeigen oft Figuren im Knielauf.
Es gibt zwei unterschiedliche Dekorationssysteme für die Außenseiten. Es gibt Bilder, die über einen mit umlaufender Linie markierten Knick zwischen Gefäßbecken und Gefäßrand hinweggemalt sind. Diese Schalen werden Knickfries-Schalen genannt (auch „overlap“). Zum anderen konnten beide Partitionen getrennt bemalt werden, was man als Doppeldecker-Schalen („double-decker“) bezeichnet. Dabei ist der obere Fries häufig ornamental gestaltet, meist mit Pflanzenmustern aus Efeu- oder Lorbeerzweigen. Diese Form ist vor allem aus Ostgriechenland bekannt. Tierfriese sind vergleichsweise seltener. In der Henkelzone kann  es Figurendarstellungen geben, manchmal kommen auch Henkelpalmetten vor. Beliebte Bildthemen sind Symposien, Komasten, Kavalkaden, Zweikämpfe, sportliche und mythologische Szenen.
Es gab mehrere Vasenmaler, die sich auf diese Form der Schalen spezialisiert hatten. Der bedeutendste war der C-Maler. Des Weiteren gehörten dazu der Maler von Athen 533, der Heidelberg-Maler, der Maler von Boston CA, der Kassandra-Maler, der Sandalen-Maler, der Civico-Maler und der Greifenvogel-Maler. Heute sind etwa 1000 Schalen und Fragmente bekannt, für die Herman A. G. Brijder eine Klassifizierung erarbeitet hat, die grundlegend für Chronologie und Stilentwicklung ist. Eine Sonderform sind sogenannte Knopfhenkelschalen, deren Henkel gabelbeinförmig waren und in der Form moderner Knöpfe endeten.